# Sielnica
Sielnica (in ungherese Szélnye) è un comune della Slovacchia facente parte del distretto di Zvolen, nella regione di Banská Bystrica.